# Army Service Ribbon

Army Service Ribbon

Das Army Service Ribbon ist eine militärische Auszeichnung der United States Army. Die Auszeichnung wird seit dem 10. April 1981 für die bestandene Grundausbildung verliehen. Das Army Service Ribbon wird ebenfalls an Mitglieder der Reserve und der Nationalgarde verliehen.
Soldaten die vor 1981 ihre Grundausbildung absolviert hatten, bekamen die Auszeichnung ebenfalls verliehen, sofern sie sich noch im Dienst befanden. Soldaten die vor 1981 die Army verlassen hatten, wurden nicht nachträglich mit der Auszeichnung geehrt. Soldaten die später (nach 1981) erneut dienten, bekamen die Auszeichnung verliehen, nachdem sie vier Monate ihres neuen Dienstes abgeleistet hatten. 
Das Army Service Ribbon ist vergleichbar mit dem Abzeichen Air Force Training Ribbon.
Auch in anderen Staaten sind solche Auszeichnungen üblich, zum Beispiel in Österreich in Form der Wehrdienstmedaille. In Deutschland wird das Veteranenabzeichen verliehen.